# Fedia cornucopiae
Fedia cornucopiae — вид квіткових рослин родини жимолостеві (Caprifoliaceae).

## Опис
Це однорічна трав'яниста рослина невеликого розміру (10–35 см) з м'ясистим зеленим або фіолетовим яйцювато-еліптичним листям до 15 см. Квіти зазвичай фіолетові. Сім'янки 2–8 × 2–3.2 мм. Цвіте з лютого по травень.

## Поширення
Населяє Піренейський півострів і пн.-зх. Африку (Марокко, Алжир). Росте на висоті 0–1200 м.

## Галерея

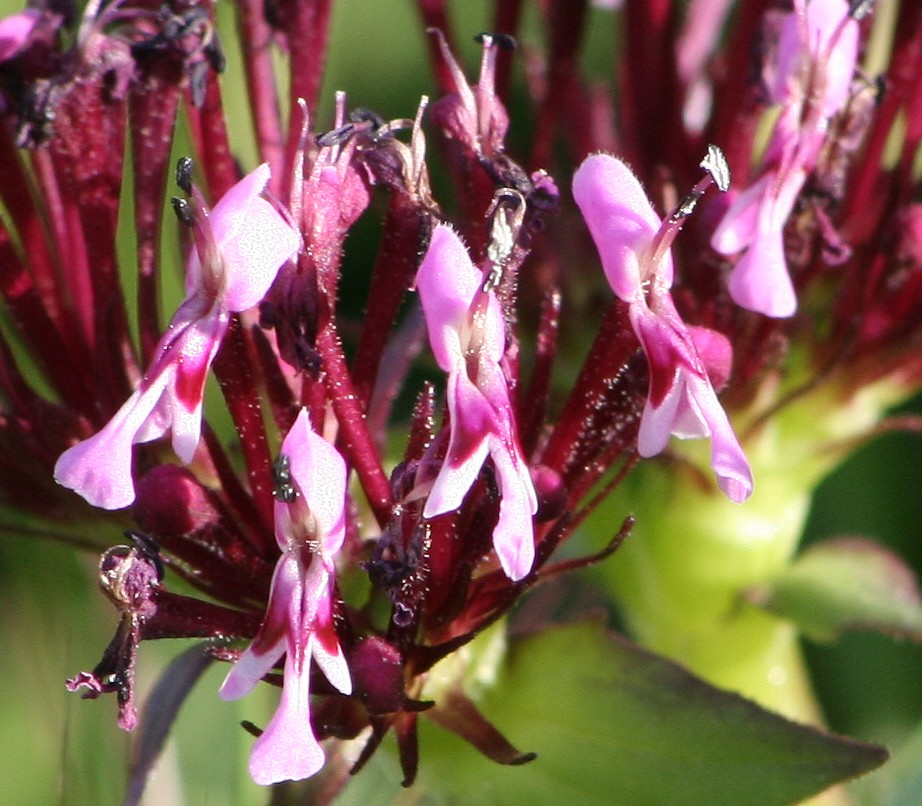
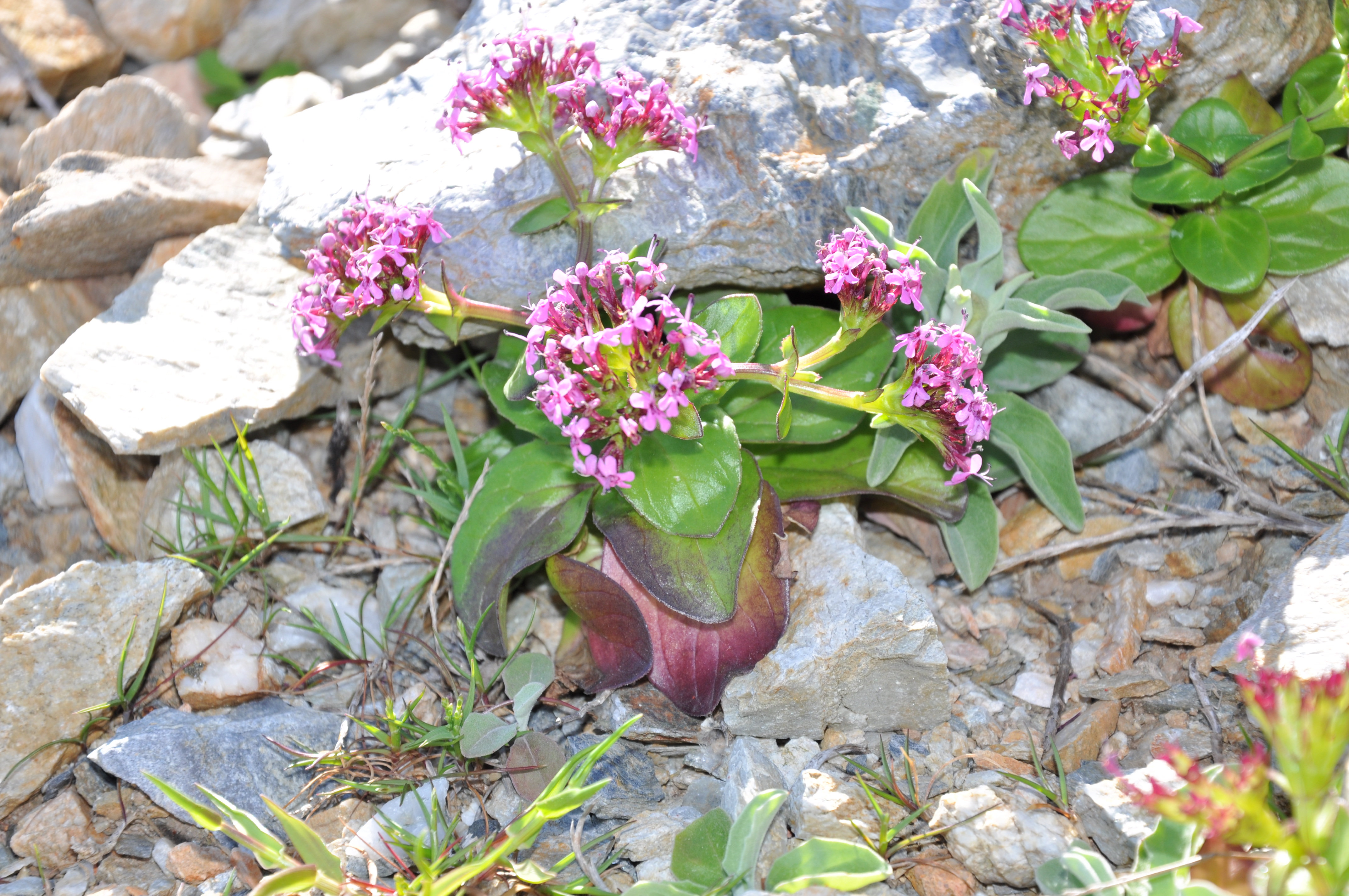
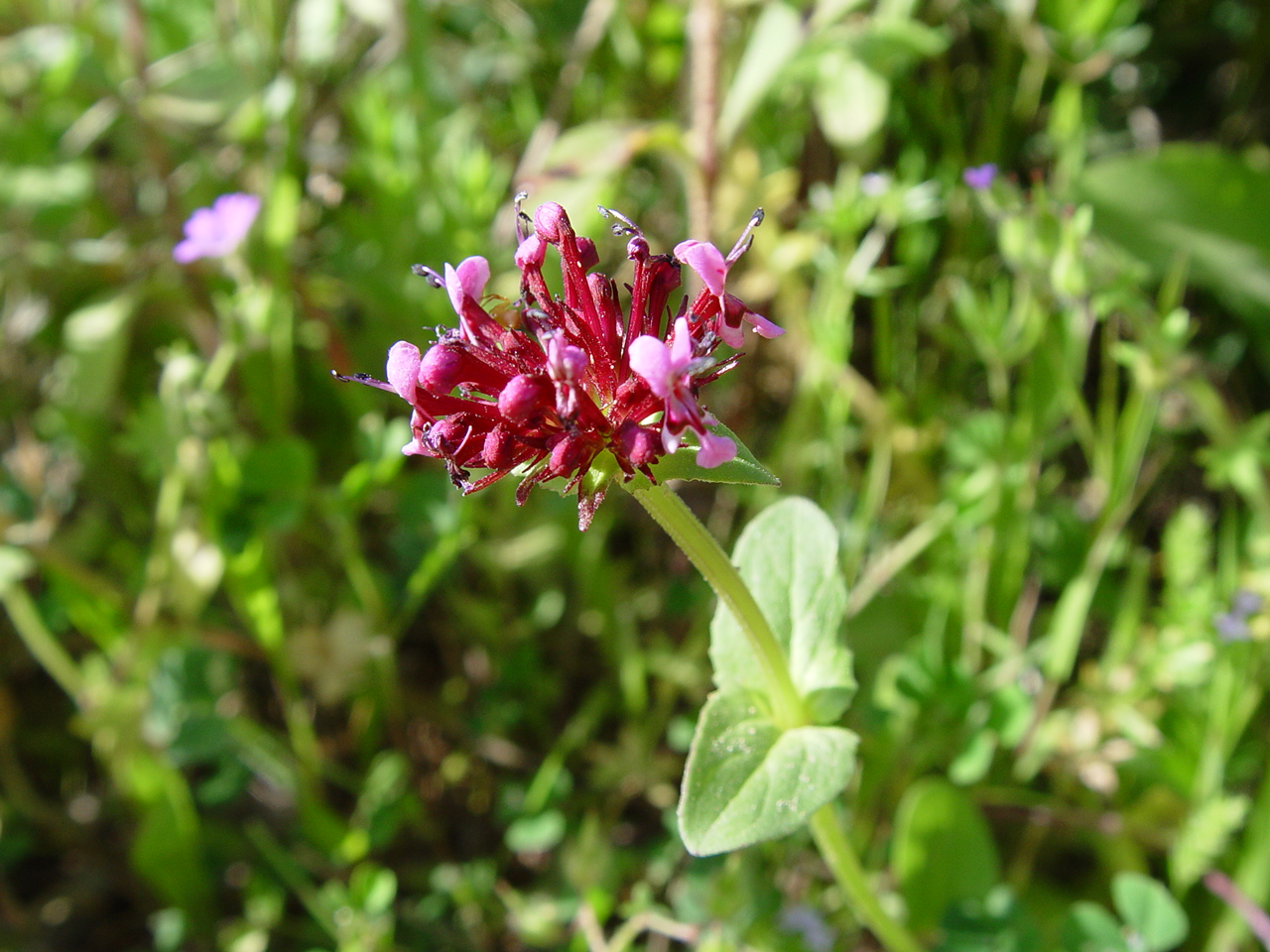